# Hănești
Hănești là một xã thuộc hạt Botoșani, România. Dân số thời điểm năm 2002 là 2353 người.